# Svenzea
Svenzea is een geslacht van sponsdieren uit de klasse van de Demospongiae (gewone sponzen).

## Soorten
- Svenzea cristinae Alvarez, van Soest & Rützler, 2002
- Svenzea devoogdae Alvarez, van Soest & Rützler, 2002
- Svenzea flava (Lehnert & van Soest, 1999)
- Svenzea tubulosa (Alcolado & Gotera, 1986)
- Svenzea zeai (Alvarez, van Soest & Rützler, 1998)